# Kevin Weeks
Kevin Weeks, soprannominato Two Weeks ("due settimane") (Boston, 21 marzo 1956), è un mafioso e collaboratore di giustizia statunitense, uno dei leader principali della Winter Hill Gang.

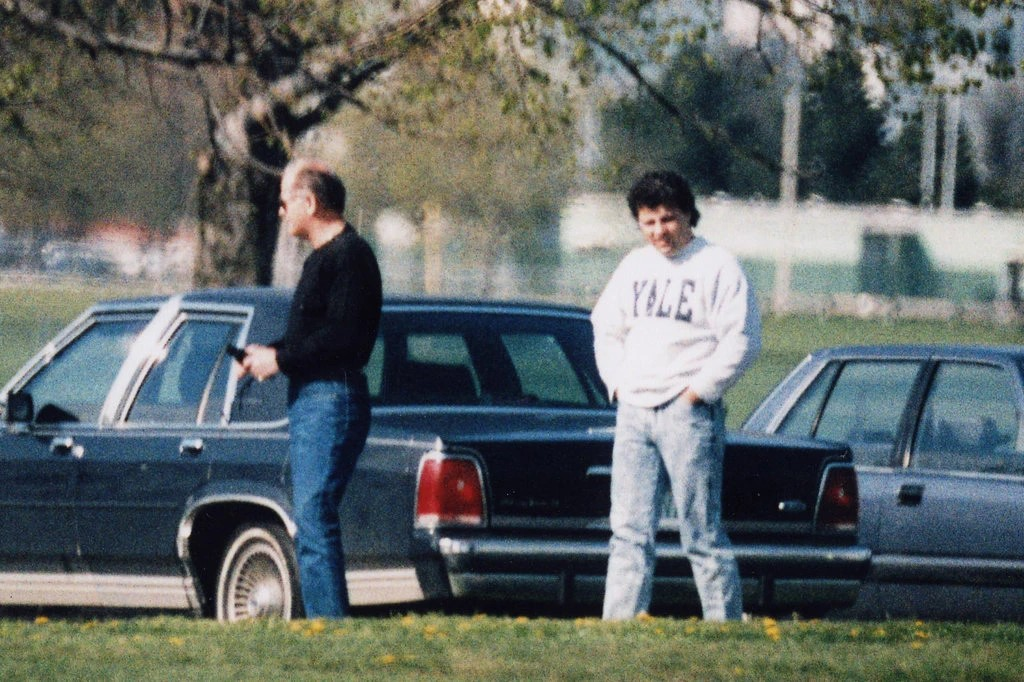
Weeks (a destra) in una foto scattata dalla sorveglianza di Boston con James Bulger (sinistra)

Fu complice in diverse truffe architettate dall'allora capo della gang, James "Whitey" Bulger, nella parte meridionale dell'area metropolitana di Boston (Massachusetts). Dopo il suo arresto ed imprigionamento nel 1999, Weeks divenne un testimone cooperatore dell'FBI. Le sue testimonianze sono considerate molto preziose, in quanto svelò i vari crimini svolti anche da Stephen Flemmi. Dopo la sua scarcerazione, ha scritto alcuni libri in ricordo della sua vita criminale come: Brutale (Brutal), La mia vita nella mafia irlandese di Whitey Bulger (My Life in Whitey Bulger's Irish Mob).

## Sfondo
Weeks nasce a Boston, nel Massachusetts, il 21 marzo del 1956 da una famiglia operaia di origini irlandesi e gallesi. Fu il quinto bambino su sei fratelli e fu cresciuto nella Old Colony Housing Projects. Il padre, John Weeks, nativo di Brooklyn (New York), era un meccanico, la madre era casalinga a tempo pieno. Fin dall'inizio, John Weeks assunse i figli nel suo lavoro al fine di guadagnare più denaro possibile. Kevin frequentò il liceo e lavorava con il padre ed i fratelli nel tempo libero. Probabilmente fu in questi anni che Kevin cominciò ad avere i primi contatti con alcuni malfattori, che operavano nei pressi del suo liceo. Nel suo monologo infatti, Weeks racconta le sue prime risse tra bande contro membri Afro-americani; Weeks, dopo il liceo, passò all'università.

## Carriera criminale
Nel 1976, dopo essersi ritirato dall'università, Weeks divenne uno dei personaggi più popolari di una piccola banda criminale di quartiere, la "Triple O's". Qui si ritrovava con gli amici molto spesso e non molto tempo dopo ebbe i primi contatti con la Winter Hill Gang, una banda criminale irlandese-americana, capeggiata da James "Whitey" Bulger. Weeks conobbe anche il nuovo partner italo-americano di Bulger, Stephen Flemmi. Nel 1978, Weeks divenne uno degli uomini più potenti della banda; guadagnò molti soldi e Bulger decise di trarlo più vicino rispetto agli altri soci, facendolo diventare, nel 1982, un malfattore a tempo pieno.

## L'assassinio di Halloran
Nella notte dell'11 maggio 1982, Bulger decise di eliminare uno dei suoi soci informatori, Edward Brian Halloran, meglio conosciuto come "Balloonhead". Quella sera, Halloran ed un amico, Michael Donahue, stavano cenando insieme presso un ristorante; Weeks e Bulger si recarono sul posto insieme ad altri membri e dopo aver distratto i due, Bulger tirò fuori una carabina calibro 30, aprendo fuoco su Halloran e facendo esplodere l'automobile di Donahue. Anche Donahue fu ucciso immediatamente con un colpo sparato alla testa. Halloran rimase in vita ancora per un po', riuscendo a identificare il suo assalitore, James Flynn, socio di Bulger in seguito arrestato. Flynn rimase uno dei sospetti fino al 1999, quando Weeks si accordò con l'FBI per cooperare.

## Tre assassini in casa
Tra 1983 e 1985, Weeks confessò dell'esistenza di tre assassini supplementari (tra cui John Martorano), che uccisero alcune persone nella stessa casa, 799 terza Strada ad Est di Boston Sud. Il primo assassinio fu quello di Arthur Barrett, il secondo di John McIntyre ed il terzo di Debra Hussey.

## Narcotici
A partire dai primi anni ottanta, Bulger, Weeks e Flemmi cominciarono a distribuire narcotici illegali. A partire dai tardi anni ottanta, la polizia di Boston seguì i traffici di narcotici che la Winter Hill Gang commerciava ed infatti, all'inizio degli anni novanta, con la caduta della banda criminale, fu possibile fermare anche questo traffico di narcotici. Il 23 dicembre 1994, il capo della banda, ovvero "Whitey" Bulger, fuggì da Boston diventando latitante, a causa del fatto che la polizia iniziò sempre più insistentemente a cercarlo per arrestarlo (la latitanza di Bulger durò 17 anni, prima di venire arrestato il 22 giugno 2011).

## L'arresto e il declino della gang
Il 17 novembre 1999, Weeks ed altri soci della Winter Hill Gang furono arrestati a Boston, da agenti della DEA e della polizia statale del Massachusetts. Dopo aver rifiutato di cooperare all'inizio, Weeks venne mandato al penitenziario Federale di Rhode Island, dove cambiò idea e decise di collaborare. La gang si sciolse definitivamente nel 2009; tuttavia, dai primi giorni del 2000 in poi, la gang ebbe un crollo dovuto soprattutto agli arresti avvenuti nel novembre del '99.

## La famiglia
Kevin Weeks si sposò una volta, con Pamela Cavelleri, il 26 aprile 1980, a Boston, ma presto si separarono. I suoi fratelli più vecchi sono: John e William Weeks, entrambi laureati all'Università di Harvard.

## Nei media
- Black Mass - L'ultimo gangster (Black Mass), regia di Scott Cooper (2015), film in cui venne interpretato da Jesse Plemons.[2]

## Status corrente
Weeks fu rilasciato nel 2005. Grazie al giornalista Phyllis Karas, Weeks riuscì a pubblicare una storia sulla sua vita con Bulger e Flemmi ed il primo libro fu pubblicato nel 2006 e fu lanciato tra i più famosi best seller. Sempre nel 2006 dichiarò di non voler tornare a essere un gangster.